# Greatest Mrs.: The Best of Saigon Kick
Greatest Mrs.: The Best of Saigon Kick è una raccolta del gruppo musicale statunitense Saigon Kick, pubblicata nel 1998 dalla Atlantic Records.

## Tracce
1. What You Say – 3:49
2. Coming Home – 4:17
3. Colors – 3:41
4. The Lizard – 4:03
5. All I Want – 3:45
6. Love Is on the Way – 4:24
7. Hostile Youth – 3:18
8. One Step Closer – 3:51
9. Water – 4:58
10. I Love You – 3:38
11. Close to You – 3:35
12. Russian Girl – 4:14
13. Eden – 5:02
14. Everybody – 2:54
15. Hey! Hey! Hey! – 3:38
16. Suzy (Live) – 4:06
17. What Do You Do (Live) – 3:15
18. Ugly (Live) – 4:07

## Formazione
- Matt Kramer – voce (tracce 1-7 e 15-18)
- Jason Bieler – voce (tracce 8-14) e chitarra
- Pete Dembrowski – chitarra (tracce 12-14)
- Tom DeFile – basso (tracce 1-7 e 15-18)
- Chris McLernon – basso (tracce 8-14)
- Phil Varone – batteria